# Азан (мечеть, Сызрань)
Мечеть «Азан» в Сызрани находится на улице Жуковского на территории Образцовской площадки. Название «Азан» в переводе с арабского языка означает в исламе призыв к намазу.

## История
Мечеть «Азан» была заложена в 2001 г. и открыта 1 декабря 2006 г. после многолетнего строительства. Строительство мечети велось на средства верующих, при этом значительный вклад внесли промышленные предприятия Сызрани: завод «Пластик» (постройка минарета) и ГК «Криста», «Тяжмаш», СНПЗ, «Нефтемаш». Здание мечети может вместить до 400 человек. Высота минарета мечети составляет 27 метров. Кроме молельного зала в мечети есть также молельная комната для женщин и учебный класс для воскресной школы для детей. Автором проекта мечети выступил Анвар Шафеев.
На открытии мечети присутствовал верховный муфтий России Талгат Таджуддин.

## Мечеть сегодня
Мечеть Азан является действующей: в ней проводятся службы, работает воскресная школа по преподаванию основ ислама. В мечети проводятся встречи между представителями мусульманских диаспор, направленные на укрепление дружбы между различными мусульманскими народами. С 2006 года имамом мечети является Ибрагимов Фарид-Хазрат.